# Караханян, Лусине Гачаевна
Лусине Гачаевна Караханян (арм. Լուսինե Գաչայի Ղարախանյան; род. 13 августа 1978, Нахчыванлы) — государственный деятель непризнанной Нагорно-Карабахской Республики (НКР), министр образования, науки и спорта НКР (2020), министр образования, науки, культуры и спорта НКР (2020—2021).

## Биография
Родилась 13 августа 1978 года в селе Нахиджеваник, Аскеранский район, Нагорно-Карабахская АО, Азербайджанская ССР, СССР.
В 1996—2000 года обучалась на психолога на факультете педагогики и психологии Арцахского государственного университета. В 2000—2002 годах обучалась там же в магистратуре на психолога.
В 2000—2001 годах работала ведущим специалистом в Управлении по информации при Правительстве НКР. В 2001—2002 годах преподавала в Университете Месроп Маштоц в Степанакерте (Ханкенди). В 2002—2004 годах работала ведущим специалистом в Управлении по внешкольным и молодежным вопросам при Министерстве образования, культуры и спорта НКР. В 2004—2012 годах работала главным специалистом в отделе высшего и среднего профессионального образования и науки там же. В 2012—2020 годах работала начальником отдела профессионального образования и науки там же.
В 2011 году защитила диссертацию на соискание учёной степени кандидата психологических наук в Ереванском государственном университете. В 2015 году Караханян было присуждено учёное звание доцента.
26 мая 2020 года президент НКР Араик Арутюнян назначил Караханян министром образования, науки и спорта НКР, а 30 декабря 2020 года, после изменения структуры министерств, — министром образования, науки, культуры и спорта НКР. 7 февраля 2021 года Караханян была освобождена от должности, а на её место была назначена Анаит Акопян.
Автор 20 научных статей и одного научно-методологического сборника.
Состоит в браке, имеет дочь. Беспартийная.